# ايرين روز
ايرين روز (بالإنجليزية: Ernestine Rose)‏ هي أمينة مكتبة أمريكية، ولدت في 19 مارس 1880 في بريدجهامبتون في الولايات المتحدة، وتوفيت بنفس المكان في 28 مارس 1961.